# Sigurd Jørgensen
Sigurd Gersdorf Jørgensen (Bergen, 1887. február 15. vagy december 15. – Bergen, 1929. december 14.) olimpiai bajnok norvég tornász.
Az 1912. évi nyári olimpiai játékokon indult tornában és csapat összetettben szabadon választott szerekkel olimpiai bajnok lett.
Klubcsapata a Bergens TF volt.